# Essigny-le-Grand
Essigny-le-Grand – miejscowość i gmina we Francji, w regionie Hauts-de-France, w departamencie Aisne.
Według danych na styczeń 2014 roku gminę zamieszkiwało 1128 osób, a gęstość zaludnienia wynosiła 84,7 osób/km².